# 大生部兵主神社春の大祭
大生部兵主神社春の大祭（おおいくべひょうずじんじゃはるのたいさい）は兵庫県豊岡市但東町薬王寺の大生部兵主神社で毎年5月3日の午後に行われている祭りである。

## 由来・変遷
大生部兵主神社は素戔鳴尊を祀り、牛の神「天王さん」としても知られる。
祭りの開始は江戸時代以前に遡るとされ、戦前は10月8日に「ふれ太鼓」により祭りの開催が集落に知らされたのち、午後に練り込み太鼓が集落の中を回った。

## 現況（2010年代）
5月3日の午後に神事、福餅まき、練り込み太鼓の順に行われている。
練り込み太鼓は、ヤッコ振り2名・締め太鼓数人・大太鼓鉾・太鼓打ちからなり、子供と大人の10数名により交替で行われ、大生部兵主神社前の三差路から境内へと巡行される。

## 近隣地区の練り込み太鼓
旧高橋村内では薬王寺以外でも以下の地区で練りこみ太鼓が催される。
- 久畑（7月24日に近い日曜日）[4][5]

- 東中・小坂（10月）　ただし、行われない年もある[6]。

- 栗尾（10月）[7][8]